# Scott Uplands
Die Scott Uplands sind eine Gruppe abgerundeter und bis zu 1500 m hoher Hügel im Südwesten des Palmerlands auf der Antarktischen Halbinsel. Sie ragen südlich der Seward Mountains auf.
Der United States Geological Survey kartierte sie anhand eigener Vermessungen und Luftaufnahmen der United States Navy aus den Jahren von 1966 bis 1969. Der British Antarctic Survey (BAS) nahm zwischen 1974 und 1975 weitere Vermessungen vor. Das UK Antarctic Place-Names Committee benannte sie 1977 nach Roger John Scott (* 1948), der für den BAS von 1973 bis 1975 auf Stonington Island tätig war und die Vermessungen der Hügelgruppe geleitet hatte.